# Кон, Пол Мориц
Кон, Пол Мо́риц (англ. Paul Moritz Cohn; 8 января 1924, Гамбург — 20 апреля 2006, Лондон) — английский алгебраист, специалист по теории колец (особенно некоммутативных) и универсальной алгебре, ввёл понятия кольца свободных идеалов и универсальной локализации некоммутативного кольца.
В Хрустальную ночь 9 ноября 1938 года его отец был арестован и помещен в концлагерь Заксенхаузен, но через 4 месяца освобождён. Весной 1939 года, во время операции «Киндертранспорт», Пол Кон был отправлен в Великобританию, своих родителей он больше не видел. В течение двух лет он работал на ферме, а затем — токарем на фабрике. В 1944 сдал вступительные экзамены в Тринити-колледж Кембриджского университета (для этого он, в частности, самостоятельно выучил латинский язык), в 1948 году получил степень бакалавра. Там же, в 1951 году защитил диссертацию на степень Ph.D..
Работал в университетах Нанси, Манчестера, Йеля, Беркли, Стоуни-Брука, Чикаго. В 1980 году он был избран членом Лондонского королевского общества, в 1982—1984 годах был президентом Лондонского математического общества. Также в 1968—1977 и 1980—1993 годах он был редактором London Mathematical Society Monographs.
В 1970 году был приглашённым докладчиком на Международном конгрессе математиков. В 1989 году выступил с пленарным докладом на Международной алгебраической конференции памяти А. И. Мальцева в новосибирском Академгородке.